# Onthophagus testaceoviolaceus
Onthophagus testaceoviolaceus là một loài bọ cánh cứng trong họ Bọ hung (Scarabaeidae).